# 卡塔里嫩湖

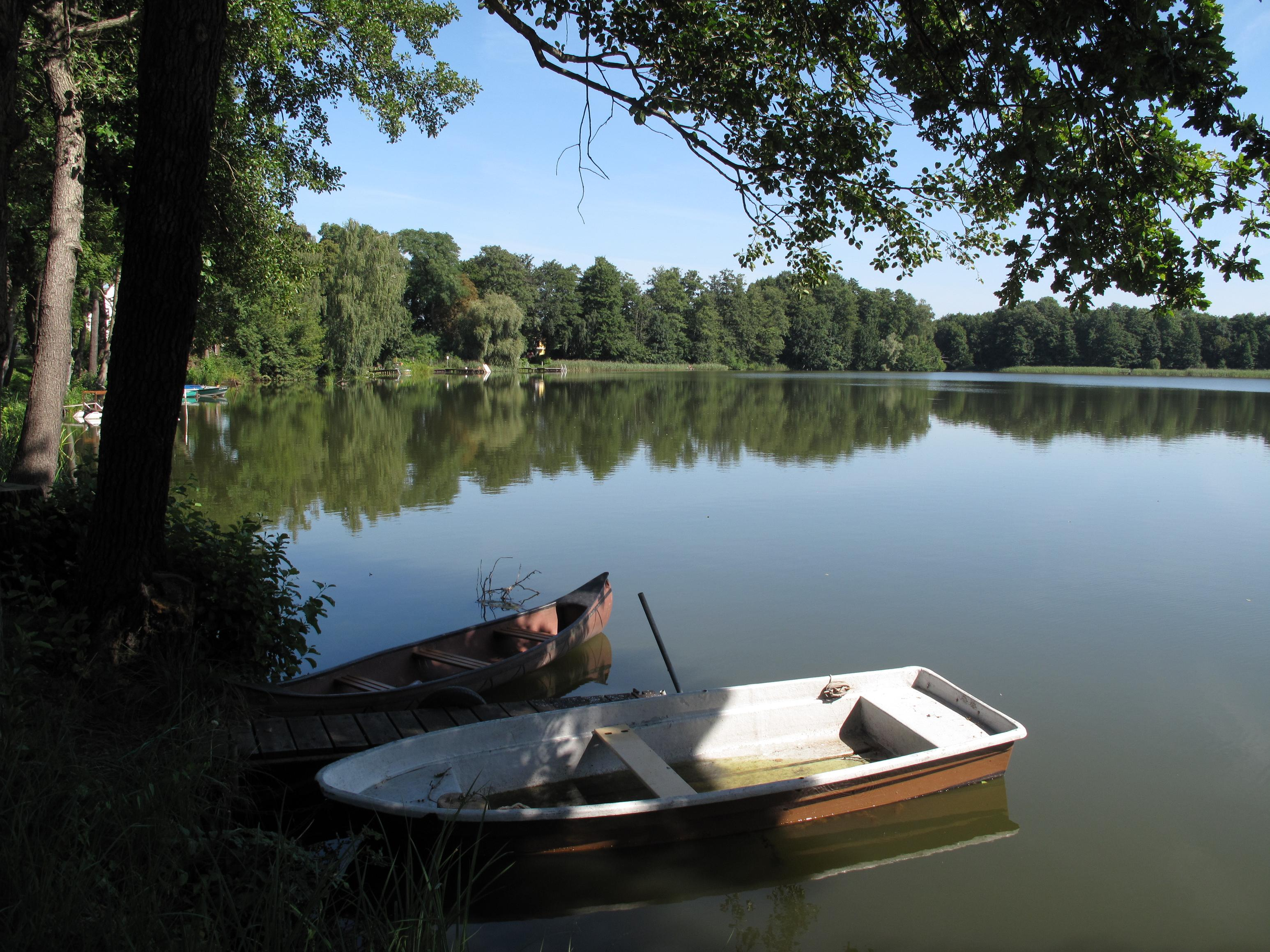

52°14′16″N 14°25′32″E / 52.23778°N 14.42556°E
卡塔里嫩湖（德語：Katharinensee），是德國的湖泊，位於該國西南部，由勃蘭登堡州負責管轄，面積0.13平方公里，海拔高度41米，最大水深8米，該湖有歐洲鰻鱺、河鱸、白斑狗魚、歐洲鯉、歐鯰、白梭吻鱸等魚類棲息。